# Дуйсбург
Ду́йсбург (нем. Duisburg ['dyːsbʊə̯k], н.-нем. Duisborg) — город окружного подчинения на западе Германии, в земле Северный Рейн-Вестфалия, близ Дюссельдорфа. К концу 2011 года население Дуйсбурга составляло 487,5 тыс. жителей (494 тыс. — в 2009 и 519,8 тыс. — в 2000).

## Промышленность
Дуйсбург известен сталелитейной промышленностью. В районах города Марксло, Брукхаузен и Бееккервет расположен крупнейший в Германии и Европе металлургический комбинат, производящий треть немецкой стали и чугуна (11.5 млн т стали в 2023 году). На заводе действуют 4 доменные печи №1 №2 №8 и №9. Владельцем завода является концерн ThyssenKrupp.
На юге города в районе Хюттенхайм расположен сталелитейный завод, принадлежащий HKM.

## География
Город находится у слияния рек Рейн и Рур, на западе Рурской области. Четыре пятых его территории расположено по обеим сторонам Рура, на правобережье Рейна, где сложился его центр. Дуйсбург — один из крупнейших речных портов в Европе. На севере граничит с Динслакеном, на востоке — с Оберхаузеном и Мюльхаймом, на юге — с Ратингеном и Дюссельдорфом, на западе — с Крефельдом и Мёрсом.

## История

### Римское и послеримское время
Дуйсбург стоит на древнем торговом пути (Хелльвег), где бродом переходили Рейн, у впадения в него Рура. Поселения торгового и военного характера существовали здесь на обоих берегах Рейна уже в римскую пору, когда по нему проходила граница. По названию (и не только) известен, например, форт Асцибургий (лат. Asciburgium, I век), стоявший на левом берегу в черте нынешнего Дуйсбурга. Римляне поддерживали здесь постоянное присутствие для охраны бродов через Рейн и устья Рура.
В первой половине V века нынешний Дуйсбург перешёл в руки франков и стал, как иногда считают, их столицей. Согласно Григорию Турскому, франкский король Хлодион «жил в крепости, называемой Диспарг, расположенной в области торингов. В этой же области, в южной ее части… жили римляне». С V века центральной торговой площадью поселения становится его Старый Рынок (нем. Alter Markt).

### Средневековье
Первое письменное упоминание о Дуйсбурге относится к 883 году, когда викинги разграбили поселение и провели в нём зиму. Ещё в 740 году была заложена королевская резиденция. Нынешнее название города, унаследованное, как видно из того, что оно значит, от римского времени, известно со второй половины IX века.
В X веке здесь была построена императорская резиденция. В этом столетии зафиксировано минимум 18 пребываний императора в Дуйсбурге. В 929 году в Дуйсбурге состоялось заседание Имперского Синода.
Около 1000 года русло Рейна сместилось на запад, что существенно повлияло на экономическое положение города. Из торгового центра Дуйсбург превратился в аграрное поселение.
18 августа 1002 года в Дуйсбурге лотарингские епископы, в том числе и архиепископ Кёльнский присягнули на верность новоизбранному императору Генриху II Святому.
В 1279 году король Лотарь II дал поселению городское право и одновременно статус свободного города.
В 1290 году король Рудольф фон Габсбург отдал город в залог 2000 серебряных марок графу Клеве.
В последующее время Дуйсбург стал членом Ганзейской лиги.
Деятельность Герхарда Меркатора и основание в 1655 году университета установили репутацию Образованного Дуйсбурга (лат. Duisburgum Doctum).

## Транспорт
Дуйсбург является крупнейшим речным портом Европы. На реке Рур находится Дуйсбургский шлюз, на канале Рейн-Херне — Майдерихский шлюз. В Дуйсбурге имеется железнодорожная станция.
В городе также есть трамвайная система, в которой действуют три маршрута. Маршрут штадтбана U-79 связывает Дуйсбург с Дюссельдорфом и имеет дюссельдорфскую нумерацию. Маршрут 901 связывает Дуйсбург с г. Мюльхайм-ан-дер-Рур. Маршрут 903 соединяет Дуйсбург с г.Динслакен. На территории Дуйсбурга трамвайная сеть имеет 84 станции. Также имеется подземный участок с 7 станциями.

## Образование
До 2003 года университет носил название «Gerhard-Mercator-Universität». В 2003 году произошло слияние Дуйсбургского «Gerhard-Mercator-Universität» с университетом «Universität-Gesamthochschule Essen» в городе Эссен. После этого он стал носить название Университет Дуйсбурга — Эссена и насчитывает около 33 500 студентов. После объединения университет вошёл в десятку крупнейших университетов Германии.

## Культура
Концертный зал имени Меркатора. Театр оперы и балета ежегодно проводит фестиваль «Дуйсбургский акцент». В городе расположен музей Кёнигсберга, созданный по инициативе уроженцев Восточной Пруссии.
В Дуйсбурге находится самая большая мечеть в Европе.
24 июля 2010 года во время музыкального фестиваля Парад любви произошла давка в туннеле. В результате погиб 21 человек, 511 ранены.

## Спорт
В июле 2005 году в Дуйсбурге проходили VII Всемирные игры. В августе 2007 года в городе прошел Чемпионат мира по гребле на байдарках и каноэ.

## Достопримечательности Дуйсбурга
- Фонтан Меркатора (Дуйсбург)
- Мечеть в Дуйсбурге
- Ландшафтный парк Дуйсбург-Норд
- Дуйсбургский театр

## Знаменитые люди
- Герард Меркатор (1512—1594) — географ;
- Тиссен, Август (1842—1926) — один из крупнейших промышленников Германии, основатель нескольких крупных компаний. Почётный гражданин Дуйсбурга (1911);
- Пауль Боймер (1896—1927) — немецкий летчик (во время Первой мировой войны);
- Андре Лоттерер (родился в 1981) — немецкий автогонщик;
- Нур Феттахоглу (родилась в 1980) — немецкая актриса;
- Дитер Куртен (родился в 1935) — немецкий спортивный журналист;
- Рамин Джавади (родился в 1974) — немецкий композитор;
- Франк Петер Циммерман (родился в 1965) — немецкий скрипач;
- Ханс-Вернер Гессманн (родился в 1950) — немецкий психолог;
- Джейкоб Голл (родился в 1992) — хоккеист.

## Города-побратимы
- Великобритания: Портсмут c 1950
- Гондурас: Сан-Педро-Сула
- США: Форт-Лодердейл
- Китай: Ухань c 1982
- Литва: Вильнюс c 1985
- Россия: Пермь
- Того: Ломе c 1973
- Таиланд: Нан
- Турция: Газиантеп c 2005
- Украина: Кривой Рог c 2023[11]
- Франция: Кале c 1964